# Puccinifestival
Het Puccinifestival is een jaarlijks operafestival dat gedurende de zomermaanden gehouden wordt in Torre del Lago Puccini ter ere van de Italiaanse componist Giacomo Puccini (1858-1924). Het festivalstadje ligt 18 kilometer van Puccini's Lucca.
Het Puccinifestival bestaat tegenwoordig uit 4 à 5 verschillende opera's per seizoen, trekt ongeveer veertigduizend toeschouwers per jaar en wordt gehouden in het Teatro dei Quattromila, een openluchttheater aan de oever van het Lago di Massaciuccoli, zeer dicht bij Puccini's huis. Onder anderen de Italiaanse bariton Tito Gobbi, die debuteerde als regisseur van Tosca, en de Italiaanse tenor Mario del Monaco traden er op.

## Geschiedenis
Het eerste Puccinifestival werd gehouden op 24 augustus 1930. Verondersteld wordt dat een vriend van Puccini, Giovacchino Forzano, met dit idee kwam door een van de eerdere uitspraken van Puccini: "Ik kom hier altijd en neem een boot om te gaan jagen (...) maar eigenlijk wil ik veel liever hier komen om te luisteren naar een van mijn opera's in de open lucht". Om deze reden organiseerde Forzano samen met een studiegenoot van Puccini, Pietro Mascagni, op 24 augustus 1930 het eerste Puccinifestival. De eerste edities van het festival werden gehouden in een tijdelijk gebouwd theater, op palen, aan de oever van het meer Massaciuccoli, voor Puccini's voormalige villa. Dit was het begin van wat later een groot en bekend operafestival in Italië zou worden, hoewel het Puccinifestival tot het jaar 1949 beperkt bleef tot louter één concert als gevolg van het financiële en politieke klimaat van die tijd. In 1949, 25 jaar na Puccini's overlijden, werd het festival feestelijk en grootser dan ooit heropend met La Fanciulla del West, waarna het festival meerdere concerten ten gehore bracht.
Pas in 1966, toen het evenement werd verplaatst naar zijn huidige plaats ten noorden van Torre del Lago Puccini, in het oude haventje van de stad, werd het Puccinifestival een jaarlijks terugkerend evenement in de zomer. Het zou echter tot 1990 duren voordat Torre del Lago Puccini een vast openluchttheater kreeg. Na de oprichting van de Puccinifestivalstichting in het jaar 1990 kreeg het evenement een stabielere financiële basis, waardoor het mogelijk werd om een nieuw openluchttheater te bouwen. In samenwerking met het stadsbestuur van Viareggio kocht de Puccinifestivalstichting 25.000 m² grond om het Parco della Musica te realiseren. Het theater werd aan de oever van het meer geplaatst om op deze manier een idyllische plek te creëren. Er blijft echter discussie bestaan over het ultramoderne ontwerp van het theater, dat te veel zou afsteken tegen de omgeving.